# Eliaquim Mangala
Eliaquim Mangala Hans (Colombes, 13 de febrer de 1991) és un futbolista professional francès que juga com a defensa central. És internacional amb la selecció francesa.

## Carrera esportiva
Nascut a França, es va traslladar a Bèlgica quan era un nen i va començar la seva carrera allà a l'Standard de Lieja. Va fitxar pel FC Porto el 2011 per 6.5 milions d'euros, i allà hi va guanyar títols consecutius de la Lliga portuguesa abans d'unir-se al Manchester City FC per 31,8 milions de lliures.
La temporada 2016-2017 va jugar pel València CF, cedit pel Manchester City. Després de dues temporades al Manchester City sense ser titular per a Pep Guardiola, la temporada 2019-2020 va fitxar pel València CF després de finalitzar el seu contracte amb l'equip anglés.

### Selecció
Com que té doble nacionalitat belga i francesa ambduess seleccions van mostrar interes per fer jugar Mangala. Finalment es va decantar per jugar amb la selecció francesa sub-21, i hi va debutar el 2010.
Mangala va fer el seu debut amb la selecció francesa absoluta el 6 juny 2013 contra Uruguai, i el 13 de maig de 2014, l'entrenador de la selecció francesa Didier Deschamps el va incloure a la llista final de 23 jugadors que van representar França a la Copa del Món de Futbol de 2014.